# 凱莉·克拉夫特
凯莉·当·奈特·克拉夫特 （英語：Kelly Dawn Knight Craft，1962年2月24日—），美國商人、政治人物，唐纳德·川普政府的外交官，曾任美國駐聯合國常任代表與美國駐加拿大大使，是首位的女性駐加拿大大使。2021年1月中旬，她曾计划访问台湾。
2021年1月21日，中華人民共和國宣佈制裁28名美國人，克拉夫特是其中1人。

## 經歷

### 美国驻加拿大大使
2017年6月15日，凱莉·克拉夫特被总统唐纳德·特朗普提名为驻加拿大大使。她于8月3日获得美国参议院的确认，并于10月23日就任。

### 美国驻联合国大使
在2019年7月31日，她的提名在美国参议院以56票对34票得到确认。她于2019年9月10日向副总统迈克·彭斯正式宣誓就职。
2021年1月，总统唐纳德·特朗普的任期即结束。1月8日，美国国务卿邁克·蓬佩奧宣布凯莉·克拉夫特将于1月13至15日访问台湾，并称「台灣展現出驚人的成就」。访问期间，她将与台湾政府討論如何促進台灣在國際組織的參與，與台湾總統蔡英文會面。
1月12日，美國國務院宣布為了確保未來8天政權交接程序能順利完成而取消所有官員出訪計畫。《南華早報》駐華盛頓記者邱吉爾（Owen Churchill）依据一份飛航記錄，认为克拉夫特已乘坐國務院客機從華盛頓特區的安德鲁斯空军基地出发，滯空徘徊，最後折返華盛頓特區。中華民國政府官员指出，克拉夫特出發地點实际為紐約，她在出發前已知行程生變，访问取消。台湾媒体报道指，中国人民解放军在1日11日透過中美兩軍聯繫機制告知美國國防部，基于中华人民共和国对台湾的主权主张，解放军战机将跟随克拉夫特专机进入台湾空域。若中華民國空軍战机阻拦，不排除开火。在可能引爆两岸战火的情况下，美國國防部强烈建议國務院取消访问。此前，中华人民共和国外交部发言人华春莹就已表示，“中方将采取一切必要措施坚决维护自身主权、安全利益。美方如果执意妄为，必将为其错误行为付出沉重代价。”
1月14日，克拉夫特及國務院亞太局副助卿費特（David Feith）與台湾總統蔡英文透過視訊進行談話。20日，克拉夫特任期随同总统唐纳德·特朗普卸任结束。